# Bahuntilpung
Bahuntilpung (nepalski: बाहुनतिल्पुङ) – gaun wikas samiti w środkowej części Nepalu  w strefie Dźanakpur w dystrykcie Sindhuli. Według nepalskiego spisu powszechnego z 2001 roku liczył on 529 gospodarstw domowych i 3007 mieszkańców (1492 kobiet i 1515 mężczyzn).